# Пушкіно (Промишленнівський округ)
Пу́шкіно (рос. Пушкино) — присілок у складі Промишленнівського округу Кемеровської області, Росія.

## Населення
Населення — 207 осіб (2010; 207 у 2002).
Національний склад (станом на 2002 рік):
- росіяни — 96 %